# Willi Kaidel
Wilhelm "Willi" Kaidel (20. april 1912 - 2. april 1978) var en tysk roer fra Schweinfurt i Bayern.
Kaidel vandt sølv i dobbeltsculler ved OL 1936 i Berlin, sammen med Joachim Pirsch. Tyskerne blev kun slået af briterne Jack Beresford og Dick Southwood, mens Roger Verey og Jerzy Ustupski fra Polen fik bronze.
Kaidel og Pirsch vandt i 1937 EM-guld i dobbeltsculler.

## OL-medaljer
- 1936:  Sølv i dobbeltsculler